# Miedo insuperable
El miedo insuperable es un concepto jurídico relacionado con el Derecho Penal. En concreto, se trata de una causa eximente de responsabilidad penal: una persona que comete un ilícito penal (es decir, un delito previsto en la legislación vigente) bajo los efectos del "miedo insuperable" no puede ser condenada a pena alguna ni por sus acciones ni por sus omisiones. 
Las causas eximentes de responsabilidad penal no deben confundirse con las circunstancias que agravan (o las que atenúan) la comisión de un delito. En estas últimas la pena se ve alterada, mientras que en el caso del "miedo insuperable" y otras circunstancias que eximen de responsabilidad penal la pena no puede ser impuesta nunca. Además, las circunstancias eximentes de la responsabilidad penal no pueden ser apreciadas "parcialmente": están presentes en un caso, (y así queda probado en los hechos) o no lo están; por su parte, las causas que agravan (o que atenúan) la responsabilidad penal pueden ser apreciadas en distintos grados. 

## Significado y fundamento
A) Según el artículo 20.6 del Código penal de España, está exento de responsabilidad criminal “el que obra impulsado por el miedo insuperable”. 
No se contempla aquí la fuerza física irresistible que actúa sobre el cuerpo excluyendo el comportamiento humano sino la coacción que supone para mente la amenaza de un mal (asociada o no a violencia física efectiva). El miedo insuperable no excluye la voluntariedad de la acción sino que la priva de la normalidad necesaria para que pueda imputarse penalmente al sujeto.
B) Que el miedo insuperable no afecta a la antijuridicidad, sino solo a la imputación personal, excluyendo la responsabilidad penal (“culpabilidad”), se ha aceptado tradicionalmente de forma pacífica. Lo que ha sido objeto de discusión es si dicha eximente excluye la imputabilidad o es una causa de inexigibilidad.
En la actualidad, sin embargo, Gimbernat sostiene que el miedo insuperable es una causa de justificación. Ello se debe, a que según su opinión, la culpabilidad solo falta cuando el sujeto no es motivable por la norma, y ello no sucede en caso de miedo insuperable. En este no ocurre que el Derecho no pueda motivar a determinados sujetos a evitar un hecho, sino que no quiere hacerlo frente a nadie. 
Según nuestro planteamiento, en cambio, ninguna causa de exclusión de la responsabilidad penal  supone la absoluta imposibilidad de motivar, sino solo la anormalidad de la motivación. Cuando la motivación es totalmente imposible ni siquiera prohibir el hecho. La diferencia entre las causas de justificación y las de exclusión de la responsabilidad penal ha de buscarse en una distinta razón de por qué el legislador “no quiere” castigar. Una eximente excluirá la responsabilidad penal cuando se prevé porque se entiende que bajo sus presupuestos el sujeto no podrá adoptar una decisión que responda a las leyes de una motivación racional normal. 
Mientras que a veces se ve en el miedo insuperable una causa que excluye la imputabilidad, otras se aproxima al estado de necesidad del artículo 20.5. Ambas concepciones son insatisfactorias porque harían inútil la eximente. El miedo insuperable debe concebirse como una causa de no exigibilidad. 
a) Por una parte, quienes aluden a la imputabilidad fijan la atención en el efecto perturbador de la lucidez mental que supone la vivencia del miedo. Según este punto de vista, la razón de la exención sería la misma que explica el trastorno mental transitorio. Pero con ello se vendría a convertir la eximente de miedo insuperable en una inútil modalidad de trastorno mental transitorio ya que produce el mismo efecto según el artículo 20.1.
b) Por otra parte, tampoco debe concebirse la eximente del artículo 20.6 como una innecesaria variedad de la de estado de necesidad del artículo 20.5. Esta posibilidad de interpretación tiene ahora aún menos sentid que bajo la vigencia del Código penal anterior, que limitaba la exención a los casos en los que el miedo insuperable lo fuera de  “un mal igual o mayor”. 
Aunque también el miedo insuperable presupone un conflicto de intereses (entre el mal que amenaza y el que se causa para evitarlo), no cabe desconocer la diferencia que existe entre una causa de justificación como la prevista en el artículo 20.5, basada objetivamente en la idea de la colisión de intereses y otra (la del artículo 20.6), que contempla una situación motivacional, como el miedo que en sí misma solo afecta a la imputación personal.
El espacio propio de la eximente de miedo insuperable solo se encuentra concibiendo la eximente 6ª del artículo 20 como una causa de inexigibilidad, distinta tanto de las que excluyan la imputabilidad (como el estado mental transitorio) como del estado de necesidad del artículo 20.5. No se trata de que el sujeto pierda su lucidez mental y sea excluida su imputabilidad, sino de que se halla sometido a la amenaza de un mal intersubjetivamente insuperable, esto es, que el hombre medio no superaría, por mucho que tenga clara su conciencia y sea dueño de su voluntad. Ello basta para que concurra un miedo insuperable. 
Por otra parte, tampoco ha de desconocerse que el miedo debe afectar a la responsabilidad penal del sujeto, esto es, debe excluir su normalidad motivacional. La problemática es aquí distinta a la del estado de necesidad del artículo 20.5 se basa en la teoría de la colisión hegeliana: ante la colisión de dos intereses, actúa correctamente (justificadamente) quien salva uno de ellos sin causar un mal mayor en el otro.
No importa entonces la presencia de un conflicto psicológico que afecte a la normalidad motivacional del sujeto, como lo demuestra que la eximente abarque al auxilio necesario de cualquier tercero ajeno a los bienes en colisión. La eximente de miedo insuperable si exige, en cambio que la amenaza suponga una situación motivacional plenamente anormal, en el sentido de insuperable para una persona normal. En contrapartida no ha de requerir que el conflicto de intereses se resuelva de forma objetivamente justificada.
Entendida como causa de inexigibilidad, la eximente 6ª del artículo 20 debe limitarse a través del criterio de lo exigible al hombre medio en la situación concreta del autor.

## Análisis
A) Puesto que, como se ha visto, la presente eximente no debe entenderse como causa de inimputabilidad, el miedo no tiene porque consistir en una situación subjetiva cuya vivencia prive al sujeto de su lucidez o fuerza de voluntad, al modo de una especie de trastorno mental transitorio. Miedo no ha de entenderse como “terror”. 
Basta que concurra un temor insuperable. Lo decisivo será, pues el carácter insuperable o no de dicho temor. Será insuperable en sentido estricto, cuando no pueda superarse su presión motivadora ni dejarse, por tanto de realizar bajo su efecto la conducta antijurídica. Pero si no se admite el libre albedrío, ni “el poder actuar de otro modo” como fundamento de la responsabilidad penal, habrá que buscar otro criterio que permita evitar la pregunta de si el sujeto podía o no podía superar el miedo y, por tanto si podía actuar de otro modo. 
El Tribunal Supremo maneja un criterio que hace posible obviar esta cuestión exige que el miedo sea de tal entidad que el hombre medio, “el común de los hombres” no lo hubiese resistido. Este punto de vista es admisible siempre que se sitúe al hombre medio en la posición del autor; imaginándolo en todos sus conocimientos y condiciones personales, físicas y mentales, salvo en aquello que pudiera privarle de la normalidad de criterio propia del hombre medio. Así habría que preguntar si este hombre medio habría resistido al miedo en caso de haber tenido la edad, el sexo, la cultura, la experiencia, el oficio, etc de autor, si lo hubiera hecho de haber conocido como este la situación o de haberse producido el ataque por sorpresa, de noche, después de haberse producido una serie de atentados  en aquella zona, etcétera. 
En cambio no habrá que tener en cuenta características patológicas del autor, como neurosis o psicopatías, que dan lugar a un miedo patológico ante circunstancias en que el hombre normal lo superaría. Sucede aquí que ya ha de entrar en juego el trastorno mental transitorio excluyente, en su caso, de la imputabilidad. La eximente de miedo insuperable ha de reservarse, según su naturaleza, para los casos en que no sería exigible al hombre medio actuar conforme a Derecho.
Fuera de estos casos solo cabe eximir en la medida en que falte la imputabilidad por razones personales.  
No es admisible la dirección jurisprudencial que considera superable el miedo cuando el que lo sufre se defiende y acomete al causante, tomando este dato como indicio de que el autor se sobrepone al miedo. (ver por ejemplo STS 13 junio 47). Precisamente una de las aplicaciones de la eximente ha de poder tener lugar en caso de exceso extensivo en la defensa. Otra corriente de la jurisprudencia admite correctamente en tales casos la exención.
B) Una vez suprimido el requisito que exigía el anterior Código Penal de que el miedo insuperable lo fuera de “un mal igual o mayor”, deja de ser necesario, para que concurra efectivamente la eximente, que exista o no realmente la amenaza que origina el miedo. Lo único que se exige ahora es la existencia de miedo insuperable. El error sobre la apreciación del mal amenazante (así, cuando el sujeto cree que concurre cuando no concurre) puede determinar la misma situación de anormalidad motivacional en el sujeto exigida para la exclusión de responsabilidad penal. Siendo así, no hay más remedio que entender que también entonces faltará la posibilidad de imputar penalmente el hecho al sujeto en el momento de actuar.
Ello no se opone al principio según el cual el error sobre la responsabilidad penal (el llamado “error sobre la culpabilidad”) es irrelevante. Pero una cosa es que el sujeto yerre sobre si se halla o no en las condiciones motivacionales requeridas para la responsabilidad penal (así es irrelevante que el sujeto crea que sufre una enfermedad mental grave si no la sufre (y otra bien distinta, que el enjuiciamiento equivocado de la situación) (así la suposición errónea de una amenaza) provoque una efectiva falta de las condiciones motivacionales que exige la responsabilidad penal. El mismo principio según el cual lo único importante es si concurren o no realmente las condiciones motivacionales necesarias, conduce a tratar de forma distinta ambas clases de error, (el error sobre la responsabilidad penal y el error que origina una situación de falta de responsabilidad penal). Mientras que el primero es irrelevante, el segundo no puede dejar de estimarse como motivador de una situación de falta de responsabilidad penal.
Sin embargo habrá que entender aplicables también aquí los principios de la doctrina de la actio libera in causa, acogidos en los números 1º y 2º del artículo 20. Según estos principios, no deberá eximirse si el miedo, aun insuperable en el último momento, se hubiere provocado queriendo ampararse en él para cometer el delito o pudiendo y debiendo prever su comisión. 
No hay razón para dejar sin castigo la conducta dolosa o imprudente anterior que acaba causando un resultado típico objetivamente imputable. Es lo que sucede precisamente cuando era vencible el error que motiva el miedo insuperable. En este caso, como la provocación es solo imprudente, no podrá castigarse por delito doloso, aunque el hecho realizado bajo el miedo sea doloso, sino solo por delito imprudente y solamente, claro está, si la ley castiga este expresamente.
Es por lo tanto extensible a todo error que motive una situación de falta de motivabilidad normal, con independencia de que ésta se deba a una causa exculpante o a inimputabilidad. Solo si es invencible conducirá a la impunidad.